# بطولة أوروبا لكرة الماء للسيدات 2010
بطولة أوروبا لكرة الماء للسيدات 2010 كان الموسم الـ 13 من بطولة أوروبا لكرة الماء للسيدات، وجرت المنافسات في زغرب كرواتيا، ونظمت من قبل الاتحاد الأوروبي للسباحة.

## النتائج
| م       | المنتخب |
| ------- | ------- |
| ذهبية   | روسيا   |
| فضية    | اليونان |
| برونزية | هولندا  |
| الرابع  | إيطاليا |
| الخامس  | المجر   |
| السادس  | إسبانيا |
| السابع  | ألمانيا |
| الثامن  | كرواتيا |
| التاسع  |         |
| العاشر  |         |